# Dagmar Käsling
Dagmar Käsling-Lühnenschloß, nemška atletinja, * 15. februar 1947, Magdeburg, Vzhodna Nemčija.
Nastopila je na olimpijskih igrah leta 1972 in tam osvojila naslov olimpijske prvakinje v štafeti 4×400 m in sedmo mesto v teku na 400 m. Leta 1972 je z vzhodnonemško reprezentanco trikrat postavila svetovni rekord v štafeti 4 x 400 m, tudi ob olimpijski zmagi.